# Trattato di San Germano
Il trattato di San Germano (20 luglio 1230, secondo alcune fonti, 23 luglio 1230 secondo altre), negoziato del domenicano Guala de Roniis, fu stipulato dall'imperatore Federico II di Svevia e da papa Gregorio IX. I patti furono poi perfezionati a Ceprano il 28 agosto dello stesso anno, con scioglimento di Federico II dalla scomunica.

## Sesta crociata e invasione del Regno di Sicilia
Federico II, nel 1229, aveva intrapreso la sesta crociata, a lungo promessa e rinviata, per la quale si era solennemente impegnato, da ultimo con papa Onorio III, nell'accordo scaturito dalla  Dieta di San Germano del 1225. Proprio il ritardo nell'adempimento aveva dato motivo per la sua scomunica a Gregorio IX, successore di Onorio sulla cattedra papale.
Portata a termine la sua crociata, con successo e senza spargimento di sangue, di ritorno dall'Oriente, Federico II, represse una rivolta in Italia. Giovanni di Brienne, sostenuto da papa Gregorio IX, tentò invano di invadere il Regno di Sicilia.

## Pace di San Germano
L'epilogo di tale vicenda fu la pace firmata a San Germano (l'odierna Cassino): con essa l'imperatore accordava l'amnistia a tutti i suoi nemici e revocava il bando contro la Lega lombarda. Gaeta e Sant'Agata dei Goti, che si erano poste sotto la protezione del papa, rimarranno tali per almeno un anno, inoltre, le forze militari di Federico cessarono di occupare porzioni dello Stato Pontificio, tra le quali la Marca di Ancona e il ducato di Spoleto.
Il trattato fu il capolavoro diplomatico di Guala, che dopo la firma divenne vescovo di Brescia; il 28 agosto seguente la scomunica di Federico II fu annullata.